# Nemacheilus longistriatus
Nemacheilus longistriatus es una especie de peces de la familia Balitoridae en el orden de los Cypriniformes.

## Morfología
• Los machos pueden llegar alcanzar los 12,5 cm de longitud total.

## Distribución geográfica
Se encuentra en la cuenca del río Mekong.